# ارزش ذاتی
ارزش ذاتی (به انگلیسی: Intrinsic value) در علوم مالی به ارزش واقعی سهام یک شرکت یا یک دارایی اطلاق می‌گردد، که بر پایه بررسی تمامی ابعاد کسب‌وکار مورد نظر، از جمله صورت‌های مالی و لحاظ دارایی‌های مشهود و نامشهود انجام گرفته و مستقل از قیمت بازار آن است  . ارزش ذاتی لزوماً مساوی با ارزش بازار نیست و به همین دلیل سرمایه‌گذاران بنیادی با استفاده از تفاوت میان ارزش ذاتی و قیمت بازار، اقدام به خرید یا فروش یک فراورده، ارز، دارایی یا سهام می‌نمایند.
سرمایه‌گذاران ارزشی با استفاده از تحلیل‌های مختلف بنیادی بازار، اقدام به محاسبه ارزش فعلی و ارزش ذاتی یک سهم نموده و در صورتی‌که ارزش ذاتی سهم موردنظر، بیش از قیمت بازار آن محاسبه شود، اقدام به خرید آن سهام می‌نمایند.